# Cesonia irvingi
Cesonia irvingi é uma espécie de aranha terrestre da família Gnaphosidae. A espécie foi descoberta por Mello-Leitão em 1944. Pode ser encontrada nas Bahamas, Flórida e Cuba.